# Инанчешме
Инанчешме (на румънски: Fântânele) е село в окръг Кюстенджа (Констанца), Северна Добруджа, Румъния.

## История
До 1940 година Инанчешме е с преобладаващо българско население, което се изселва в България по силата на подписаната през септември същата година Крайовската спогодба.

## Личности
Родени в Инанчешме
- Костадин Илиев Костадинов, български военен деец, подофицер, загинал през Втората световна война[1]